# Maladies du bananier

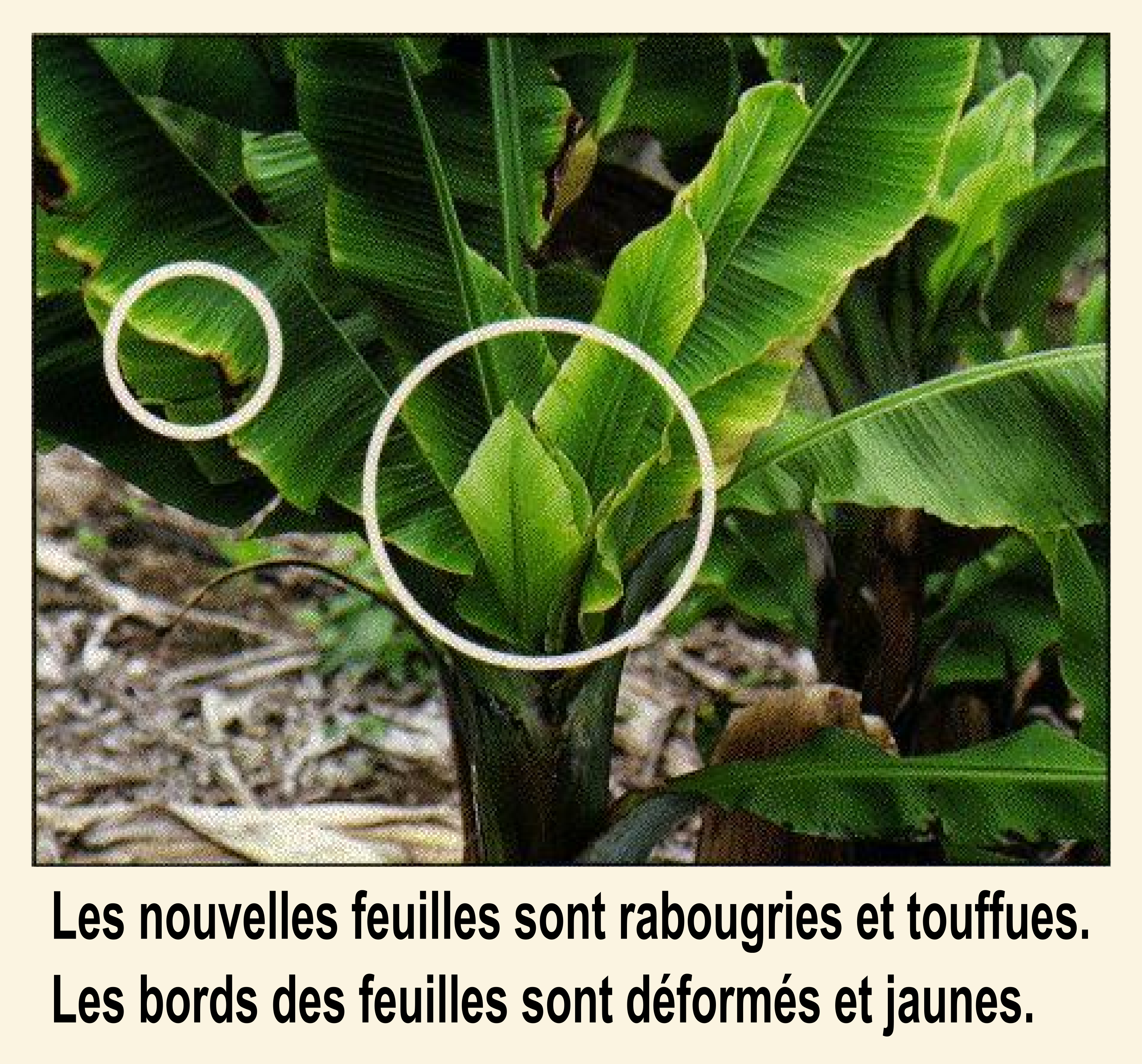
Symptômes du Banana bunchy top virus (BBTV).

Liste non exhaustive de maladies du bananier (Musa spp.).

## Maladies bactériennes
| Maladies                                                                    | Agents pathogènes                       |
| --------------------------------------------------------------------------- | --------------------------------------- |
| Flétrissement bactérien                                                     | Pseudomonas solanacearum (race 1)       |
| Maladie du sang du bananier (BDB, Banana Blood Disease)                     | Pseudomonas spp.                        |
| Maladie de Moko (flétrissement bactérien)                                   | Pseudomonas solanacearum (race 2)       |
| Maladie de Bugtok                                                           | Pseudomonas solanacearum                |
| Pourriture du bout des doigts (gommose)                                     | Pseudomonas spp.                        |
| Pourriture molle du bananier, pourriture humide du pseudo-tronc du bananier | Erwinia carotovora Erwinia chrysanthemi |
| Flétrissement vasculaire javanais                                           | Pseudomonas spp.                        |
| Flétrissement bactérien du bananier, bactériose du bananier                 | Xanthomonas campestris pv. musacearum   |

## Maladies fongiques
| Maladies | Agents pathogènes |
| --- | --- |
| Anthracnose                                                                                                 | Colletotrichum musae |
| Pourridié à armillaire                                                                                      | Armillaria mellea Armillaria tabescens |
| Black cross                                                                                                 | Phyllachora musicola |
| Cercosporiose noire ou maladie des raies noires (MRN), Sigatoka noire                                       | Mycosphaerella fijiensis Paracercospora fijiensis [anamorphe] |
| Pourridié noir                                                                                              | Rosellinia bunodes |
| Marbrure brune                                                                                              | Pestalotiopsis leprogena |
| Taches brunes                                                                                               | Cercospora hayi |
| Pourriture couronnée du bananier, pourriture du fruit à Ceratocystis                                        | Ceratocystis paradoxa Chalara paradoxa [anamorphe] |
| Maladie du « bout de cigare »                                                                               | Verticillium theobromae Trachysphaera fructigena |
| Cladosporiose (moucheture)                                                                                  | Cladosporium musae |
| Pourriture sèche du corme                                                                                   | Junghuhnia vincta |
| Taches foliaires à Cordana                                                                                  | Cordana johnstonii Cordana musae |
| Pourriture de la couronne (ou du coussinet), pourriture couronnée du bananier                               | Fusarium pallidoroseum Colletotrichum musae Verticillium theobromae Fusarium spp. Acremonium spp.                                                                         |
| Pourridié à Cylindrocladium                                                                                 | Cylindrocladium spp. |
| Fonte des semis                                                                                             | Deightoniella torulosa |
| Bout noir des bananes                                                                                       | Deightoniella torulosa |
| Taches en pointes de diamant                                                                                | Cercospora hayi Fusarium spp. |
| Pourriture de l'extrémité de la banane Dwarf Cavendish (petite naine) (flétrissement des branches du noyer) | Nattrassia mangiferae = Hendersonula toruloidea |
| Eye spot du bananier                                                                                        | Drechslera gigantea |
| Moucheture noire du bananier, taches noires du bananier                                                     | Guignardia musae Phyllosticta musarum [anamorphe] |
| Pourriture du fruit                                                                                         | Botryosphaeria ribis |
| Pourridié fongique                                                                                          | Fusarium solani Nectria haematococca [téléomorphe] Fusarium oxysporum Rhizoctonia spp.                                                                                    |
| Helminthosporiose                                                                                           | Helminthosporium spp., Helminthosporium musae-sapientum |
| Échaudure fongique                                                                                          | Colletotrichum musae |
| Rouille foliaire                                                                                            | Uredo musae Uromyces musae |
| Moucheture des feuilles                                                                                     | Acrodontium simplex |
| Taches foliaires                                                                                            | Curvularia eragrostidis |
| Taches foliaires                                                                                            | Drechslera musae-sapientum |
| Taches foliaires                                                                                            | Leptosphaeria musarum |
| Taches foliaires                                                                                            | Pestalotiopsis disseminata |
| Pourriture de la tige principale (pourriture couronnée du bananier)                                         | Ceratocystis paradoxa |
| Maladie des taches foliaires de Malaisie                                                                    | Haplobasidion musae |
| Pourriture à Marasmiellus                                                                                   | Marasmiellus inoderma = Marasmius semiustus |
| Maladie de Panama (Fusariose, flétrissement fusarial)                                                       | Fusarium oxysporum f.sp. cubense Races 1, 2 et 4 - y c. race tropicale 4 (TR4) et race subtropicale 4                                                                     |
| Pourriture du pédoncule                                                                                     | Lasiodiplodia theobromae Fusarium pallidoroseum Fusarium oxysporum Verticillium theobromae                                                                                |
| Taches foliaires à Pestalotiopsis                                                                           | Pestalotiopsis palmarum |
| Taches foliaires à Phaeoseptoria                                                                            | Phaeoseptoria musae |
| Piquetage                                                                                                   | Pyricularia grisea |
| Pourriture du cœur du pseudo-tronc                                                                          | Fusarium moniliforme Gibberella fujikuroi [téléomorphe] |
| Pourriture des racines et du rhizome                                                                        | Cylindrocarpon musae |
| Sclérotiniose (pourriture des fruits)                                                                       | Sclerotinia sclerotiorum |
| Septoriose                                                                                                  | Mycosphaerella eumusae [stade sexuel] Septoria eumusae [anamorphe] Nouvelle espèce encore plus agressive que Black Sigatoka and spreading en Asie et dans l'Océan indien. |
| Maladie de Sigatoka ou cercosporiose jaune                                                                  | Nectria foliicola Mycosphaerella musicola Pseudocercospora musae [anamorphe]                                                                                              |
| Fumagine | Limacinula tenuis |
| Moucheture                                                                                                  | Mycosphaerella musae |
| Squirter (maladie du bout noir)                                                                             | Nigrospora sphaerica |
| Pourriture de l'extrémité de la tige                                                                        | Colletotrichum musae |
| Pourriture des doigts à Trachysphaera                                                                       | Trachysphaera fructigena |
| Moucheture tropicale                                                                                        | Ramichloridium musae = Veronaea musae = Periconiella musae |
| Maladie du bout de cigare de la banane                                                                      | Verticillium theobromae |
| Maladie de Sigatoka, cercosporiose jaune, Sigatoka jaune                                                    | Mycosphaerella musicola |

## Maladies virales
| Maladies                                  | Agents pathogènes                                                                                           |
| ----------------------------------------- | --- |
| Mosaïque des bractées du bananier         | Virus de la mosaïque des bractées du bananier (BaBMV, Banana bract mosaic virus) (Abaca bract mosaic virus) |
| Sommet touffu (Bunchy top)                | Virus du sommet touffu du bananier (BBTV, Banana bunchy top virus) (Abaca bunchy top virus)                 |
| Mosaïque, mosaïque en plages              | Virus de la mosaïque du concombre (CMV, Cucumber mosaic virus) (Abaca mosaic virus)                         |
| Striure ou mosaïque en tirets du bananier | Virus de la striure du bananier (BSV, Banana streak virus)                                                  |
| Mosaïque modérée du bananier              | Virus de la mosaïque modérée du bananier (BaMMV, Banana mild mosaic virus)                                  |
| Virus X du bananier                       | Virus X du bananier (Banana virus X)                                                                        |

## Maladies diverses et désordres physiologiques
| Maladies                                                                    | Causes |
| --------------------------------------------------------------------------- | --- |
| Peau d'alligator                                                            | Légères écorchures sur la peau des fruits causées par des feuilles ou bractées |
| Maladie bleue                                                               | carence en magnésium |
| Nanisme                                                                     | Mutation génétique |
| Elephantiasis                                                               | Cause inconnue |
| Chimère de fruits                                                           | Mutation génétique |
| Doigts fusionnés                                                            | Défaut génétique |
| Gigantisme                                                                  | Mutation génétique |
| Chlorose marginale des feuilles                                             | Cause inconnue |
| Maladie de la Rayadilla                                                     | Carence en zinc |
| Rosetting                                                                   | Carence en azote |
| Maladie de Roxana                                                           | Cause inconnue |
| Feuilles en pointe                                                          | Basses températures hivernales |
| Fissures de la peau                                                         | Remplissage rapide de la pulpe des fruits |
| Brûlure marginale de Taïwan                                                 | Cause inconnue |
| « banane segmentée »                                                        | Lésions du fruit par le froid Une des moins communes parmi les maladies des bananiers plantains est exostentialis clittellus appelée « banane segmentée » par la plupart des producteurs de bananes. Cela résulte de la formation par la peau de minuscules membranes inter-fruits, donnant l'impression que la banane a été tranché avant d'être épluchée. C'est généralement dû à la congélation du fruit, et survient le plus souvent chez les fruits vendus dans les supermarchés. |
| Chair jaune                                                                 | Retard dans le remplissage des fruits, sécheresse, ombrage excessif, carence en magnésium, mauvaise nutrition |
| Jaunisse                                                                    | Manque d'eau |
| Neer Vazhai                                                                 | Étiologie inconnue |
| Kottai Vazhai ou mise à graines chez des bananiers parthenocarpiques Poovan | Étiologie inconnue, probablement due à une infection par le BSV |